# Editor de disseny de circuits integrats
Un editor de disseny de circuits integrats o editor de disseny de CI és una eina de programari d'automatització del disseny electrònic que permet a l'usuari digitalitzar les formes i els patrons que formen un circuit integrat. Normalment, la vista inclourà els components (normalment com a pcells), vies d'encaminament metàl·liques, vies i pins elèctrics. El programari d'aquest tipus és similar al programari de dibuix assistit per ordinador, però està especialitzat per a la tasca de disseny de circuits integrats. El flux típic per a la disposició de circuits analògics podria ser:
1. L'enginyer de maquetació rep l'esquema del dissenyador en forma elèctrica
2. L'eina o l'enginyer de disseny crea una visió física del circuit que inclou tots els components, cables, capes i coixinets necessaris.
3. L'enginyer de disseny posiciona els components per minimitzar tant l'àrea requerida com els efectes negatius dels paràsits de disseny sobre el rendiment del circuit i també per permetre un encaminament eficient als components.
4. L'enginyer de disseny utilitza de vegades l'encaminament metàl·lic i altres capes per connectar tots els components, de nou tenint cura d'evitar paràsits de disseny no desitjats.
5. L'enginyer de maquetació utilitza comprovacions DRC i LVS per garantir que el circuit sigui fabricable i funcional. Altres eines inclouen la verificació del solucionador de camp per comprovar si hi ha especificacions importants, com ara la resistència del dispositiu i les fonts de problemes, com ara l'electromigració o els cables massa prims que provoquen una cremada de cables que provoquen curtcircuits o circuits oberts.
6. Altres comprovacions inclouen ESD, XOR, EOS i la verificació amb la foneria anomenada comprovació de Mebes per assegurar-se que els algorismes booleans que generen les capes de màscara es fan com es pretén. La generació booleana es fa molt sovint a l'editor de maquetació.
El disseny solia fer-se en pals i iardes de cordes per a components molt bàsics. L'arribada dels ordinadors, especialment els mainframes i els mini ordinadors, va ajudar a portar el disseny al món digital dels ordinadors. A les dècades dels 80 i 90 es va fer una mica d'edició de maquetació en ordinadors personals utilitzant eines com els editors IC, L-Edit i altres. Altres editors de disseny utilitzen bola de pista gran com un dispositiu amb clics. Els editors de disseny s'han traslladat principalment al món del servidor a través de Cadence Virtuoso i Mentor, tot i que alguns encara es fan a través d'eines de PC mitjançant eines com L-Edit, però malauradament hi ha poca opció al mercat de PC, tot i que hi ha algunes excepcions com Magic i KLayout, però s'utilitzen principalment per a utilitats com per veure els fitxers GDS una vegada que l'editor de disseny no estava completament alimentat.
Els editors de disseny han crescut en complexitat i funció per fer front al nombre de dispositius cada cop més gran i problemes que abans no eren problemes quan el nombre de dispositius eren més petits i les geometries eren molt més grans.

Els editors de disseny han començat a incorporar altres eines per veure paràsits des que s'han introduït RF i geometries més petites. Els enginyers de maquetació de vegades s'anomenen dissenyadors físics, ja que la màquina genera una gran quantitat de maquetació en blocs digitals. Això es fa mitjançant eines com Cadence Encounter o eines Synopsys. No obstant això, ja que un cable estirat a l'editor de maquetació és perfectament ideal que no mostra la realitat de les geometries dels xips físics. Els cables són en realitat més semblants a fils imperfectes amb algunes zones més primes i gruixudes que altres àrees. Els extrems són més arrodonits en lloc de perfectament quadrats a l'editor de disseny. De vegades, aquestes imperfeccions han de ser reflectides o extretes per l'editor de maquetació i retornades al dissenyador de circuits perquè puguin executar el que s'anomena simulació RCX per tenir en compte aquests paràsits físics.